# Sarah Menezes
Sarah Gabrielle Cabral de Menezes (Teresina, 26 de marzo de 1990) es una deportista brasileña que compite en judo.
Participó en tres Juegos Olímpicos de Verano entre los años 2008 y 2016, obteniendo una medalla de oro en Londres 2012 en la categoría de –48 kg. En los Juegos Panamericanos de 2011 consiguió una medalla de bronce.
Ganó tres medallas en el Campeonato Mundial de Judo entre los años 2010 y 2013, y nueve medallas en el Campeonato Panamericano de Judo entre los años 2005 y 2019.
Para los Juegos Olímpicos de París 2024, entrenó a Beatriz Souza quien ganó la primera medalla de oro olímpica para Brasil en la categoría femenil de +78 kg.

## Palmarés internacional
| Juegos Olímpicos        | Juegos Olímpicos           | Juegos Olímpicos  | Juegos Olímpicos |
| Año                     | Lugar                      | Medalla           | Categoría        |
| ----------------------- | -------------------------- | ----------------- | ---------------- |
| 2012                    | Londres (Reino Unido)      | Medalla de oro    | –48 kg           |
| Campeonato Mundial      |                            |                   |                  |
| Año                     | Lugar                      | Medalla           | Categoría        |
| 2010                    | Tokio (Japón)              | Medalla de bronce | –48 kg           |
| 2011                    | París (Francia)            | Medalla de bronce | –48 kg           |
| 2013                    | Río de Janeiro (Brasil)    | Medalla de bronce | –48 kg           |
| Juegos Panamericanos    |                            |                   |                  |
| Año                     | Lugar                      | Medalla           | Categoría        |
| 2011                    | Guadalajara (México)       | Medalla de bronce | –48 kg           |
| Campeonato Panamericano |                            |                   |                  |
| Año                     | Lugar                      | Medalla           | Categoría        |
| 2005                    | Caguas (Puerto Rico)       | Medalla de bronce | –44 kg           |
| 2009                    | Buenos Aires (Argentina)   | Medalla de bronce | –48 kg           |
| 2010                    | San Salvador (El Salvador) | Medalla de oro    | –48 kg           |
| 2012                    | Montreal (Canadá)          | Medalla de plata  | –48 kg           |
| 2013                    | San José (Costa Rica)      | Medalla de oro    | –48 kg           |
| 2014                    | Guayaquil (Ecuador)        | Medalla de plata  | –48 kg           |
| 2015                    | Edmonton (Canadá)          | Medalla de oro    | –48 kg           |
| 2016                    | La Habana (Cuba)           | Medalla de oro    | –48 kg           |
| 2019                    | Lima (Perú)                | Medalla de bronce | –52 kg           |